# Ross Murdoch
Ross Murdoch (ur. 14 stycznia 1994 w Balloch) – szkocki pływak specjalizujący się w stylu klasycznym, medalista mistrzostw świata i Europy.

## Kariera pływacka
Murdoch wyróżnił się po raz pierwszy na mistrzostwach Wielkiej Brytanii w 2012 roku, kiedy o siedem sekund poprawił swój rekord życiowy na dystansie 200 m stylem klasycznym.
Rok później, podczas mistrzostw świata w Barcelonie zajął 11. miejsce w konkurencji 100 m żabką (1:00,07). Na dystansie dwukrotnie krótszym z czasem 28,00 uplasował się na 30. pozycji. Płynął także w sztafecie 4 × 100 m stylem zmiennym, która nie zakwalifikowała się jednak do finału (9. miejsce).
W lipcu 2014 roku reprezentował Szkocję na Igrzyskach Wspólnoty Narodów w Glasgow, gdzie zwyciężył na 200 m żabką, uzyskawszy czas 2:07,30. W konkurencji 100 m stylem klasycznym zdobył brązowy medal (59,47). Miesiąc później został wicemistrzem Europy zarówno na dystansie 100 jak i 200 m stylem klasycznym.
Na mistrzostwach świata w Kazaniu płynął w wyścigu eliminacyjnym sztafet mieszanych 4 × 100 m stylem zmiennym. Otrzymał złoty medal, kiedy Brytyjczycy zwyciężyli w finale. Murdoch zdobył także brąz na dystansie 100 m stylem klasycznym, uzyskawszy czas 59,09.
Podczas igrzysk olimpijskich w Rio de Janeiro w 2016 roku nie zakwalifikował się do finału 100 m żabką i z czasem 1:00,05 został sklasyfikowany na 11. miejscu.
W 2017 roku na mistrzostwach świata w Budapeszcie płynął w eliminacjach sztafet 4 × 100 m stylem zmiennym i otrzymał srebrny medal po tym, jak Brytyjczycy zajęli w finale drugie miejsce. W konkurencji 200 m stylem klasycznym był czwarty, uzyskawszy czas 2:08,12. Na dystansie dwukrotnie krótszym uplasował się na ósmej pozycji (59,45).